# Dan Donnelly
Pour les articles homonymes, voir Donnelly.
Dan Donnelly est un boxeur irlandais combattant à mains nues né en mars 1788 et mort le 18 février 1820 à Dublin.

## Carrière
Il bat lors de son premier combat devant 20 000 spectateurs Tom Hall le 14 septembre 1814. Quinze mois plus tard, le 13 décembre 1815, il domine cette fois l'anglais George Cooper en 11 rounds puis entame une tournée victorieuse à travers l'Angleterre. En 1819, il fait match nul contre Jack Carter mais enchaîne avec une victoire au 34e round face à Tom Oliver.

## Distinction
- Dan Donnelly est membre de l'International Boxing Hall of Fame depuis 2008.